# L. Schottlaender & Co.
L. Schottlaender & Co. war ein Verlag in Berlin von 1886 bis 1936.

## Geschichte
1886 gründete der jüdische Textilkaufmann Leopold Schottlaender die Zeitschrift Der Confectionair mit einem dazugehörigen Verlag. 1897 wandelte er diesen zu L. Schottlaender & Co.  um. 
Seit 1909 war der Stiefschwiegersohn Erich Greiffenhagen Mitinhaber. 1910 waren im Verlag und in der Buchhandlung über 100 Personen angestellt. Im Jahr 1913 schied Leopold Schottlaender aus dem Verlag aus. Dieser wurde in eine GmbH umgewandelt. 1921 hatte der Verlag eine Million Mark Stammkapital.
Seit 1924 wurde auch Reklameberatung mit eigenem Atelier durchgeführt (Reklame- und Buchverlag). 1931 beendete Erich Greiffenhagen seine Tätigkeit als Co-Geschäftsführer. 
1936 wurde der Verlag geschlossen.

## Publikationen
Im Verlag L. Schottlaender & Co. erschien Literatur zum Textil- und Handelswesen, darunter einige Fachzeitschriften.
Zeitschriften
- Der Confectionair, (1886–1916), dann Konfektionär (1916–1936), führende Zeitschrift für die Textil- und Bekleidungsbranche
- Modist
- German Dry Goods Journal (1888–1890)
- Manufacturwaaren-Zeitung (1897–1915)
- Wäsche-Confection (1900–1920)
- Zeitschrift für Waren- und Kaufhäuser (1904–1934?)
- Architectur und Schaufenster (1906–1934?)
- Export-Rundschau (1907–1915)
- Spezialgeschäft (1907–1915)
- Einkäuferverband (1914–1915)
- Herrenmode (1915–1936)
- Die Teilzahlung (1932–1936)
- Stiwi
- Neue Dekoration
- Überblick (1935–1936), Verbandsorgan

Film
- Der Mann mit dem Röntgenglas, 1929, Stummfilm, Dokumentarfilm[2]

## Persönlichkeiten
Inhaber
- Leopold Schottlaender (1886–1896)
- Leopold Schottlaender und Siegfried Karo (1897–1909)
- Leopold Schottlaender und Erich Greiffenhagen (1909–1913)

Geschäftsführer
- Eugen Kötzle und Erich Greiffenhagen (1914–1924)
- Erich Greiffenhagen und Dr. Karl Stitzel (1925–1931)
- Ludwig Katz und Max Loewenberg (1932–1933)
- Gerd Krone (1934–1936)

## Adressen
Verlag
- SW, Gneisenaustr. 20, 1885
- S, Prinzenstr. 69.I., 1886
- W, Jägerstr. 23.I., 1886–1888
- C, Kurstr. 20.21.II., 1889–1891
- W, Taubenstr. 20.I., 1891–1894
- C, Niederwallstr. 38.pt.,  nahe Jerusalemerstr., 1895–1901
- C 19, Kurstr. 43.44. pt., 1902–1906
- C 19, Wallstr. 11 12. Spindlers Hof, 1. Februar 1906–1909
- C 19, Hausvogteipl. 8.9., 1910–1920
- SW 19, Leipziger Str. 87, 1921
- SW 19, Krausenstr. 35.36, 1922–1936

Buchhandlung
- Zimmerstr. 24, 1891
- W, Taubenstr.23, 1892
- SW, Jerusalemerstr. 13.III. 2–4, 1893
- NW, Händelstr. 9.II., Hansaviertel, 1894–1897
- W, Taubenstr. 15.II., 1898
- W, Potsdamerstr. 122, 1899–1901
- W 62, Kurfürstenstr. 99a, 1902–1910
- W 10, Königin Augustastr. 45.pt. Cp., Reichpietschufer / Hildebrandstr., 1914–1919